# Die Walkinder – Children of the Whales
Die Walkinder – Children of the Whales (jap. クジラの子らは砂上に歌う, Kujira no Kora wa Sajō ni Utau) ist eine Manga-Serie von Abi Umeda, die zwischen 2013 und 2023 in Japan erschien. Sie ist in die Genres Action, Drama und Mystery einzuordnen und wurde 2017 als Anime-Fernsehserie adaptiert.

## Inhalt
Chakuro lebt in einer Gemeinschaft, die auf einer Schlammwal (auch Mud Whale) genannten Schiffsinsel durch ein Sandmeer reist. Die Gemeinschaft weiß nicht, ob es außer ihnen noch andere Menschen gibt, aber sie finden immer wieder Spuren menschlicher Zivilisationen auf vorbeitreibenden Inseln. Die Gemeinschaft teilt sich in normale Menschen und die „Markierten“, solche mit „Saimia“ (auch Thymia) – übernatürlichen Fähigkeiten. Die meisten Menschen auf dem Schlammwal sind Markierte und sterben durch ihre Fähigkeiten auch deutlich früher als die Unmarkierten. Als sie eine Insel erreichen, wird eine Expedition entsandt, der sich auch Chakuro anschließt. Auf der Insel wird das Mädchen Lykos gefunden und, als erster fremder Mensch, dem Ältestenrat der Gemeinschaft vorgeführt. Doch Ouni, der vom Wal fliehen will, zwingt die beiden, ihm Lykos‘ Insel zu zeigen.
Auf der Insel begegnen die drei einem Nous, einem Saimia verbreitenden Lebewesen. Chakuro berührt es und wird von Erinnerungen vergangener Leben übermannt. Alle drei werden bewusstlos und können so leicht wieder gefangen genommen werden. Zurück auf dem Schlammwal warnt Lykos die Gemeinschaft vor einer drohenden Gefahr, die sie alle bedroht.

## Charaktere
- Chakuro (チ ャ ク ロ): Der Protagonist der Geschichte ist Chakuro, ein Markierter, der als Archivar für die Ältesten im Schlammwal arbeitet, in der Hoffnung, dass seine Aufzeichnungen das Leben zukünftiger Generationen verbessern werden. Neugierig und sanft träumt er manchmal davon, die Welt außerhalb des Schlammwals zu sehen und freundet sich sofort mit Lykos an, nachdem er sie auf der verlassenen Insel gefunden hat.

- Lykos (リ コ ス): Ein mysteriöses Mädchen, das auf einer Insel gefunden wurde, die von den Leuten des Schlammwals nach Ressourcen abgesucht werden sollte. „Lykos“ ist nicht wirklich ihr Name, es ist eigentlich ein Begriff, der verwendet wird, um eine mysteriöse Kreatur zu beschreiben, die sich von den Emotionen von jedem ernährt, der ihr nahe kommt. Außerdem war dieses Wort in ihre Kleidung eingestickt. Chakuro und seine Freunde nennen sie daher Lykos. Am Anfang zögert sie, mit irgendjemandem zu sprechen, aber mit Chakuros Hilfe lernt sie, sich offener auszudrücken, und gewinnt ihre Gefühle zurück

- Ouni (オ ウ ニ): Ein anderer Markierter, von dem gesagt wird, dass er das größte Potenzial für Thymia im Schlammwal besitzt. Er ist der Anführer der Maulwürfe, einer Gruppe junger Leute, die ihren Namen bekommen haben, weil sie oft die Regeln des Schlammwals brechen und somit viel Zeit im Bauch des Schiffes verbringen. Dort befindet sich das Gefängnis der Insel. Besessen davon, den Schlammwal zu verlassen, hat sich Ouni einen Ruf als Unruhestifter verdient. Als Lykos von Chakuro gefunden wird, sieht Ouni die Möglichkeit, dem Schlammwal zu entkommen. Später erweckt er eine unbekannte Macht, nachdem er gesehen hat, wie sein bester Freund stirbt.

- Suou (ス オ ウ): Ein Unmarkierter, der als Assistent für den Ältestenrat arbeitet. Er ist Chakuros Freund und Samis älterer Bruder, er gibt ihnen oft Ratschläge, wie sie den Menschen des Schlammwals helfen können. Er verschränkt oft seine Hände, womit er seine Gefühle kontrolliert. Dies ist ein alter Brauch, der von der Jugend aber mehr und mehr vernachlässigt wird. Suou soll das nächste Oberhaupt des Schlammwals werden.

- Sami (サ ミ): Chakuros Freund und Suos jüngere Schwester. Sie scheint Gefühle für Chakuro zu hegen und wird leicht eifersüchtig auf Lykos, als sie sieht, wie nah sie und Chakuro sich stehen. Als eine mysteriöse Gruppe von Soldaten den Schlammwal angreift, schirmt sie Chakuro vor ihren Kugeln ab und stirbt. Sie kehrt als eine Art Geist zurück, küsst und gesteht Chakuro ihre Gefühle, bevor sie verschwindet.

- Taisha (タ イ シ ャ): Eine unmarkierte Frau und Bürgermeisterin des Schlammwals.

- Ryodari / Liontari (リョダリ): Ein Soldat des Kaiserreichs, der sich durch seine übermäßigen Gefühle auszeichnet und sadistische Züge zeigt. Aus irgendeinem Grund kann er seine Gefühle nicht dem Nous übergeben.

- Neri und Aíma: Zwei Mädchen mit übernatürlichen Kräften, die behaupten, die Kinder des Nous des Schlammwals zu sein. Aíma taucht erst auf, nachdem Neri verschwindet. Beide scheinen nicht zu altern.

- Orca: Lykos‘ Bruder und Kommandant aus dem Kaiserreich. Er sollte für das Sinken des Kriegsschiffes Skyros verantwortlich gemacht werden, konnte dem jedoch entgehen. Sein richtiger Name ist unbekannt.

- Rochalízo: Sohn des Fürsten von Amonlogia, welches zum Vereinigten Königreich Siderasia gehört, dem Feind des Kaiserreichs. Er und sein Gefolge tauchen kurz nach dem zweiten Angriff des Kaiserreichs auf. Zwar fühlt er sich den Bewohnern des Schlammwals überlegen, will sie aber nach Amonlogia bringen.

## Veröffentlichung
Der Manga erschien zwischen Juni 2013 und Januar 2023 im Magazin Gekkan Mystery Bonita. Der Verlag Akita Shoten brachte die Kapitel auch in insgesamt 23 Sammelbänden heraus.
Eine deutsche Übersetzung wurde zwischen April 2018 und April 2024 vollständig von Carlsen Manga herausgebracht. Auf Englisch erscheint die Serie bei Viz Media, auf Französisch bei Glénat, auf Spanisch bei Milky Way Ediciones und auf Italienisch bei Edizioni Star Comics.

### Liste der Manga-Bände
| Band | Japan            | Japan                  | Deutschland      | Deutschland            |
| Band | Veröffentlichung | ISBN                   | Veröffentlichung | ISBN                   |
| ---- | ---------------- | ---------------------- | ---------------- | ---------------------- |
| 1    | 16. Dez. 2013    | ISBN 978-4-253-26101-2 | 20. März 2018    | ISBN 978-3-551-71141-0 |
| 2    | 16. Apr. 2014    | ISBN 978-4-253-26102-9 | 30. Mai 2018     | ISBN 978-3-551-71142-7 |
| 3    | 16. Sep. 2014    | ISBN 978-4-253-26103-6 | 31. Juli 2018    | ISBN 978-3-551-71143-4 |
| 4    | 16. Feb. 2015    | ISBN 978-4-253-26104-3 | 2. Okt. 2018     | ISBN 978-3-551-71144-1 |
| 5    | 16. Juli 2015    | ISBN 978-4-253-26105-0 | 27. Nov. 2018    | ISBN 978-3-551-71145-8 |
| 6    | 16. Dez. 2015    | ISBN 978-4-253-26106-7 | 29. Jan. 2019    | ISBN 978-3-551-71146-5 |
| 7    | 15. Apr. 2016    | ISBN 978-4-253-26107-4 | 30. Apr. 2019    | ISBN 978-3-551-71147-2 |
| 8    | 14. Okt. 2016    | ISBN 978-4-253-26108-1 | 30. Juli 2019    | ISBN 978-3-551-71148-9 |
| 9    | 16. März 2017    | ISBN 978-4-253-26379-5 | 29. Okt. 2019    | ISBN 978-3-551-71149-6 |
| 10   | 15. Sep. 2017    | ISBN 978-4-253-26380-1 | 28. Jan. 2020    | ISBN 978-3-551-71150-2 |
| 11   | 16. Jan. 2018    | ISBN 978-4-253-26381-8 | 28. Apr. 2020    | ISBN 978-3-551-71238-7 |
| 12   | 14. Juni 2018    | ISBN 978-4-253-26382-5 | 1. Sep. 2020     | ISBN 978-3-551-71239-4 |
| 13   | 16. Okt. 2018    | ISBN 978-4-253-26383-2 | 1. Dez. 2020     | ISBN 978-3-551-71240-0 |
| 14   | 14. März 2019    | ISBN 978-4-253-26384-9 | 23. März 2021    | ISBN 978-3-551-71418-3 |
| 15   | 19. Aug. 2019    | ISBN 978-4-253-26385-6 | 29. Juni 2021    | ISBN 978-3-551-71419-0 |
| 16   | 16. März 2020    | ISBN 978-4-253-26386-3 | 26. Okt. 2021    | ISBN 978-3-551-71420-6 |
| 17   | 16. Juni 2020    | ISBN 978-4-253-26387-0 | 1. März 2022     | ISBN 978-3-551-72985-9 |
| 18   | 16. Nov. 2020    | ISBN 978-4-253-26388-7 | 28. Juni 2022    | ISBN 978-3-551-72986-6 |
| 19   | 16. Apr. 2021    | ISBN 978-4-253-26389-4 | 26. Sep. 2022    | ISBN 978-3-551-73696-3 |
| 20   | 16. Sep. 2021    | ISBN 978-4-253-26390-0 | 28. Feb. 2023    | ISBN 978-3-551-73697-0 |
| 21   | 16. Feb. 2022    | ISBN 978-4-253-26391-7 | 27. Juni 2023    | ISBN 978-3-551-73698-7 |
| 22   | 16. Aug. 2022    | ISBN 978-4-253-26392-4 | 28. Nov. 2023    | ISBN 978-3-551-74210-0 |
| 23   | 16. März 2023    | ISBN 978-4-253-26393-1 | 30. Apr. 2024    | ISBN 978-3-551-74358-9 |

## Anime-Adaption
2017 produzierte das Studio J.C.Staff eine Anime-Adaption des Mangas für das japanische Fernsehen. Regie führte Kyōhei Ishiguro und Hauptautor war Michiko Yokote. Die künstlerische Leitung lag bei Toshiharu Mizutani und das Charakterdesign stammt von Haruko Iizuka.
Die 12 Folgen der Serie wurden vom 8. Oktober bis 24. Dezember 2017 von den Sendern Tokyo MX, Sun TV, KBS und BS11 in Japan ausgestrahlt. International veröffentlichte die Plattform Netflix den Anime per Streaming, unter anderem auch auf Deutsch unter dem Titel Die Walkinder. Außerdem entstanden englische, französische, spanische, italienische und portugiesische Fassungen.

### Synchronisation
| Rolle   | Japanische Stimme (Seiyū) | Deutsche Stimme |
| ------- | ------------------------- | --------------- |
| Lykos   | Manaka Iwami              | Anna Ewelina    |
| Chakuro | Natsuki Hanae             | Felix Mayer     |
| Ouni    | Yuichiro Umehara          | Oliver Scheffel |
| Suou    | Nobunaga Shimazaki        | Max Felder      |
| Sami    | Hisako Kanemoto           | Maresa Sedlmeir |
| Ginshu  | Mikako Komatsu            | Friederike Sipp |

- Deutsche Fassung: SDI Media Germany GmbH
- Dialogbuch und Regie: Sarah Stosno, Sabine Hinrichs und Daniela Arden[24]

### Musik
Die Musik der Serie wurde komponiert von Hiroaki Tsutsumi. Das Vorspannlied ist Sono Saki (その未来) von Ririko und für den Abspann wurde Hashidairo (ハシタイロ) von Rionos verwendet.

## Rezeption
2017 wurde die Serie für den Osamu-Tezuka-Kulturpreis nominiert. Bereits 2016 wurde in Tokio eine Bühnen-Adaption uraufgeführt, die Anfang 2018 erneut ins Programm des AiiA 2.5 Theater genommen wurde.